# Målaren (seriealbum)
Målaren (L'artiste-peintre) är ett Lucky Luke-album från 2001. Det är det 71:e albumet i ordningen, och har nummer 79 i den svenska utgivningen. 

## Handling

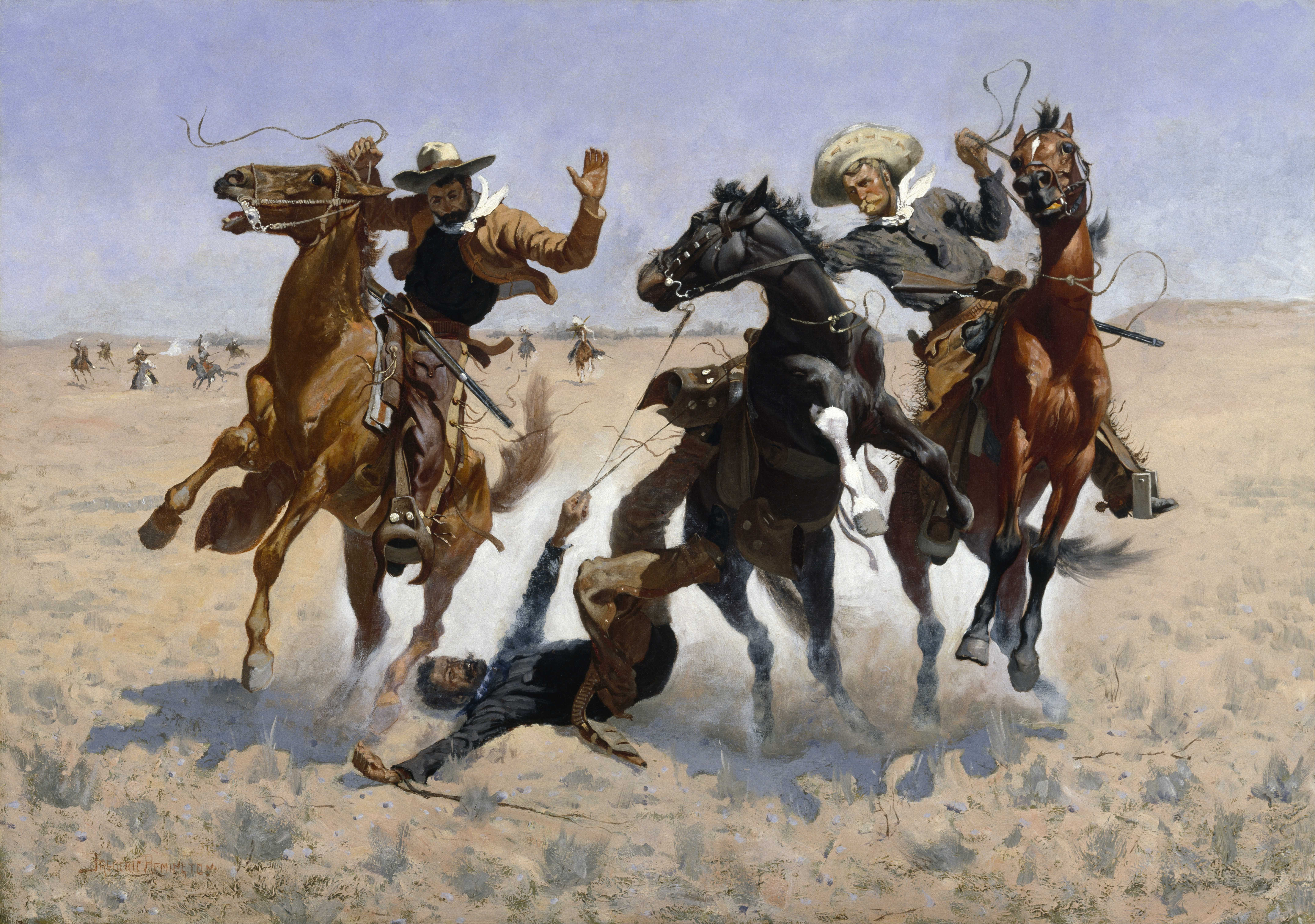
"Aiding a Comrade" - en av de västerntavlor av Frederic Remington som också finns med i serien.

Konstnären Frederic Remington, "Fred", besöker Västern för att hitta motiv till sina tavlor, och Lucky Luke och Jolly Jumper har fått i uppdrag av guvernören att ansvara för dennes säkerhet. Fred visar sig dock vara högst kapabel att ta vara på sig själv, men han och Luke blir goda vänner. Likväl stöter de på problem på sin resa genom vildmarken - de lyckas göra sig ovän med revolvermannen Curly, blir tillfångatagna av en indianstam, hamnar i trubbel i "värstingstaden" Hound Dog City, och möter indianen Hiawatha och bankrånaren Crazy Dan. Vid varje stop målar Fred en av sina tavlor (vilka finns fotokopierade i serierutorna), och hans goda humör, kraftiga knytnävsslag, osvikliga aptit på mat och dryck, och skicklighet med penslarna räddar dem gång efter annan.

## Svensk utgivning
- Morris; de Groot, Bob (översättare: Per A J Andersson) (2001). Målaren. Lucky-serien: 79. Malmö: Egmont Serieförlaget. Libris 8373248. ISBN 91-7269-196-4
- I Lucky Luke – Den kompletta samlingen ingår albumet i "Lucky Luke 1999-2002". Libris 10646116. ISBN 978-91-7134-548-6